# Маккоулл, Мэттью
Мэттью Маккоулл (англ. Matthew MacCaull; род. 4 апреля 1978, Монреаль, Квебек, Канада) — канадский актёр кино и телевидения.

## Биография и карьера
Одно из первых появлений на большом экране состоялось в фильме Уве Болла «Сердце Америки», вышедшем в 2002 году. Маккоулл сыграл школьника Донни, который остановил свою одноклассницу, устроившую в школе стрельбу.
В 2015 сыграл небольшую роль антагониста Дэйва Кларка в фильме «Земля будущего», которая стала прорывом в карьере актёра. С 2016 по 2018 играл гостевую роль супергероя по прозвищу Командир Сталь во втором сезоне сериала «Легенды завтрашнего дня».

## Фильмография
| Кино        | Кино                     | Кино                        | Кино                          | Кино            |
| Год         | Русское название         | Оригинальное название       | Роль                          | Примечание      |
| ----------- | ------------------------ | --------------------------- | ----------------------------- | --------------- |
| 2002        | Сердце Америки           | Heart of America            | Донни                         | Кинофильм       |
| 2007        | Битва в Сиэтле           | Battle in Seattle           | бродяга                       | Кинофильм       |
| 2008        | Алиса и Хак              | Alice & Huck                | Хак                           | Короткометражка |
| 2014        | Грэйс                    | Grace                       | молодой священник             | Кинофильм       |
| 2014        | Рев                      | Roar                        | Алекс                         | Короткометражка |
| 2015        | Морской пехотинец 4      | The Marine 4: Moving Target | Итан Смит                     | Direct-to-video |
| 2015        | Земля будущего           | Tomorrowland                | Дэйв Кларк                    | Кинофильм       |
| 2015        | Кровная месть            | Vendetta                    | Бен Уилсон                    | Кинофильм       |
| 2016        | Стартрек: Бесконечность  | Star Trek Beyond            | офицер Звёздного Флота        | Кинофильм       |
| 2018        | Закатать в асфальт       | Dragged Across Concrete     | «Серые Перчатки»              | Кинофильм       |
| 2019        | Мидуэй                   | Midway                      | офицер из штаба               | Кинофильм       |
| Телевидение |                          |                             |                               |                 |
| Год         | Русское название         | Оригинальное название       | Роль                          | Примечание      |
| 2000        | Наставники               | Mentors                     | молодой Рой Кейтс             | 1 эпизод        |
| 2001        | Спецгруппа               | Cold Squad                  | офицер Стивен Флинн           | 1 эпизод        |
| 2004        | Иеремия                  | Jeremiah                    | охранник                      | 1 эпизод        |
| 2004        | Проклятье мертвого озера | Snakehead Terror            | Джеймс                        | ТВ-фильм        |
| 2005        | Шестнадцатилетняя мать   | Mom at Sixteen              | доктор Хьюз                   | ТВ-фильм        |
| 2010        | Мир реки                 | Riverworld                  | Хэл Дуглас                    | ТВ-фильм        |
| 2011        | Грань                    | Fringe                      | Вэнной                        | 1 эпизод        |
| 2011        | Убийство                 | The Killing                 | кинорежиссёр                  | 1 эпизод        |
| 2011        | Сверхъестественное       | Supernatural                | демон                         | 1 эпизод        |
| 2011        | Однажды в сказке         | Once Upon a Time            | рыцарь #1                     | 1 эпизод        |
| 2012        | Американская домохозяйка | This American Housewife     | Деклан                        | 1 эпизод        |
| 2013        | Доктор Эмили Оуэнс       | Emily Owens, M.D            | доктор Стив Сидда             | 1 эпизод        |
| 2013        | Мотив                    | Motive                      | Брендан Кендалл               | 1 эпизод        |
| 2013        | Мотель Бейтсов           | Bates Motel                 | Мэтт Браунштейн               | 1 эпизод        |
| 2014        | Раш                      | Rush                        | Мейс Хантсмен                 | 1 эпизод        |
| 2015        | Я — зомби                | iZombie                     | Себастьян Майер               | 3 эпизода       |
| 2015        | Кедровая бухта           | Cedar Cove                  | доктор Чед                    | 1 эпизод        |
| 2016        | Когда зовёт сердце       | When Calls the Heart        | Уэйд Баррет                   | 4 эпизода       |
| 2016-2018   | Легенды завтрашнего дня  | Legends Of Tomorrow         | Генри Хейвуд / Командир Сталь | 4 эпизода       |
| 2017        | Женщина в бегах          | Woman on the Run            | Оскар                         | ТВ-фильм        |
| 2020        | Проект «Синяя книга»     | Project Blue Book           | Майк Коннорс                  | 1 эпизод        |